# Gråknotterskinn
Gråknotterskinn (Hyphodontia cineracea) är en svampart som först beskrevs av Bourdot & Galzin, och fick sitt nu gällande namn av J. Erikss. & Hjortstam 1976. Hyphodontia cineracea ingår i släktet Hyphodontia och familjen Schizoporaceae.   Inga underarter finns listade i Catalogue of Life.
I den svenska databasen Dyntaxa används istället namnet Kneiffiella cineracea för samma taxon.  Arten är reproducerande i Sverige.